# Barbara Dare
Barbara Dare, nume la naștere: Stacey Mitnick (n. 27 februarie 1963, Wayne, New Jersey, SUA) este o actriță porno americană. Ea și-a început cariera în industria fimulului pornografic prin anul 1980. În cariera ei a jucat în peste 100 de filme.

## Distincții
- 1987: AVN Award Best New Starlet
- 1989: AVN Award Best Actress - Video (für Naked Stranger)
- 1990: AVN Award Best All-Girl Sex Scene - Video (mit April West für True Love)
- Membră a AVN Hall of Fame